# 1 Ukraińska Dywizja Radziecka
1 Ukraińska Dywizja Radziecka (ukr. 1-ша українська радянська дивізія, zwana Taraszczańską) – dywizja radziecka utworzona rozkazem nr 6 Wszechukraińskiego Centralnego Komitetu Wojskowo-Rewolucyjnego z 22 września 1918. Dowódcą został mianowany Mykoła Krapywjanśkyj.

## Skład dywizji
W jej skład wchodziły:
- 1 pułk Czerwonych Kozaków, dowódca Witalij Primakow
- 2 pułk taraszczański, dowódca Wasyl Baljas
- 3 pułk im. Bohuna, dowódca Mykoła Szczors
- 4 pułk powstańczy, dowódca Jakiw Kysil

## Działania
Przed atakiem na Charków dywizję przeorganizowano w systemie dwubrygadowym:
- do 1 brygady weszły 1 i 4 pułk
- do 2 brygady (pod dowództwem Szczorsa) weszły 2 i 3 pułk, nowo powstały pułk nowgorod-siewierski pod dowództwem Tymofija Czerniaka, oraz kompania niżyńska pod dowództwem Nesmijana.

Od 15 kwietnia 1919 dywizję włączono do nowo utworzonej 1 Ukraińskiej Armii Radzieckiej, a w sierpniu 1919 do składu 44 dywizji strzeleckiej.